# Pinay
Pinay ist eine französische Gemeinde mit 285 Einwohnern (Stand: 1. Januar 2022) im Département Loire in der Region Auvergne-Rhône-Alpes (vor 2016 Rhône-Alpes). Sie gehört zum Arrondissement Roanne und zum Kanton Le Coteau.

## Geographie
Die Gemeinde Pinay liegt an einer Flussbiegung der Loire, 18 Kilometer südlich von Roanne und etwa 55 Kilometer westnordwestlich von Lyon. Umgeben wird Pinay von den Nachbargemeinden Saint-Jodard im Norden, Neulise im Nordosten und Osten, Saint-Marcel-de-Félines im Südosten und Süden, Saint-Georges-de-Baroille im Süden und Südwesten sowie Vézelin-sur-Loire im Westen und Nordwesten.

## Bevölkerungsentwicklung
| Jahr                       | 1962 | 1968 | 1975 | 1982 | 1990 | 1999 | 2006 | 2013 | 2022 |
| Einwohner                  | 267  | 343  | 268  | 277  | 280  | 273  | 275  | 274  | 285  |
| Quellen: Cassini und INSEE |      |      |      |      |      |      |      |      |      |

## Sehenswürdigkeiten

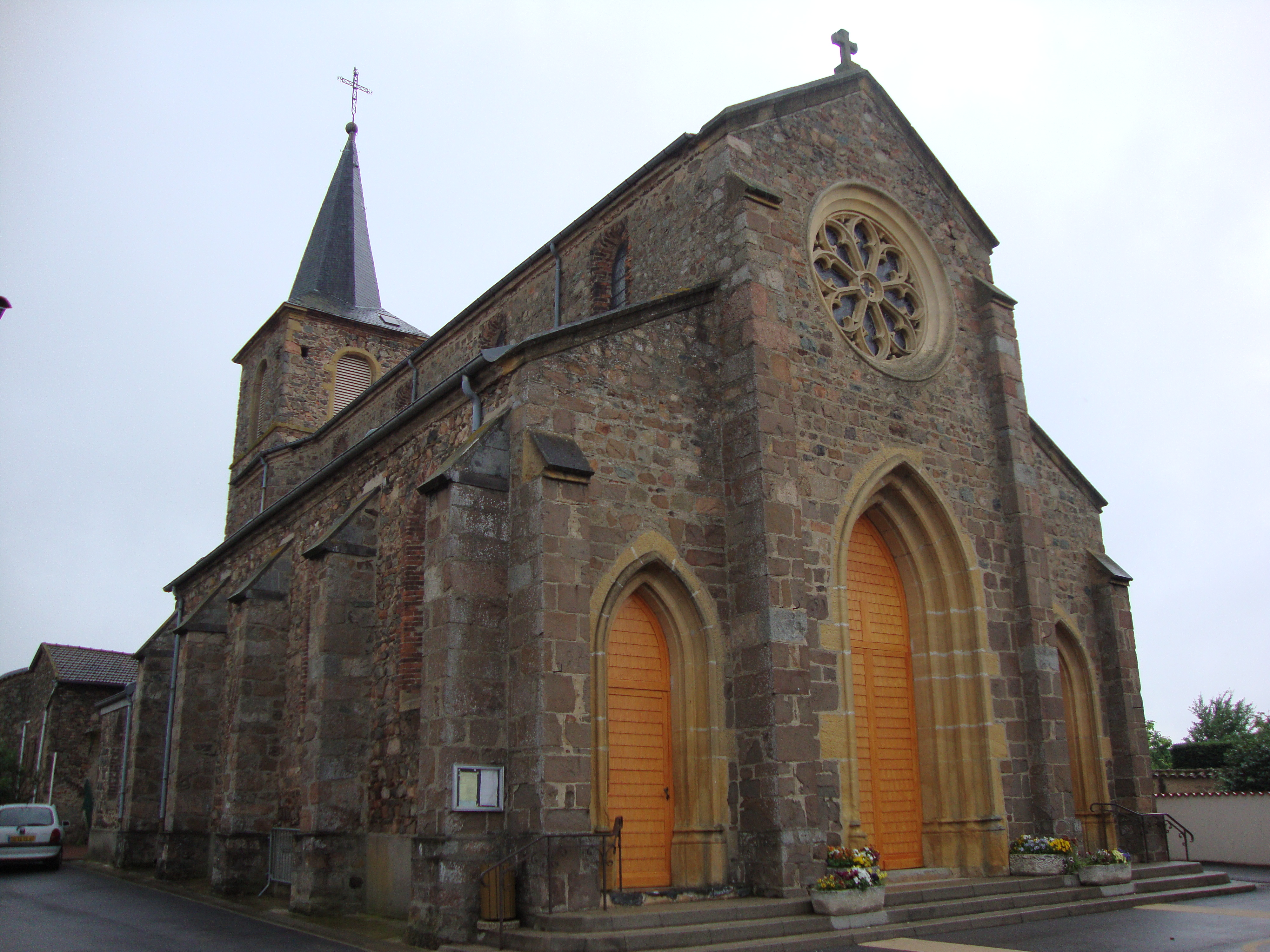
Kirche Saint-Roch

- Kirche Saint-Roch